# Rokudžó
Rokudžó (28. prosinec 1164 – 23. srpen 1176) byl v pořadí 79. japonským císařem. Vládl od 3. srpna 1165 do 30. března 1168.
Rokudžó byl synem císaře Nidžóa. Sám však neměl žádné děti. Ještě před svými prvními narozeninami byl jmenován korunním princem. Na trůn se dostal ještě v době, kdy mu nebyl ani rok. Později ho klan Taira přesvědčil, aby abdikoval ve prospěch svého strýce (ve skutečnosti byl jeho strýc jen o tři roky starší). To se stalo v březnu 1168 a strýc začal vládnout pod jménem Takakura.
Rokudžó zemřel ve věku 11 let. Vzhledem ke svému nízkému věku neměl žádné děti a ani nebyl ženatý. V době jeho vlády se o vládní záležitosti staral bývalý císař Go-Širakawa, který vládl jako klášterní císař.
| Japonští císaři   | Japonští císaři   | Japonští císaři    |
| ----------------- | ----------------- | ------------------ |
| Předchůdce: Nidžó | 1165–1168 Rokudžó | Nástupce: Takakura |